# Pieces of a Man (album d'AZ)
Cet article concerne l'album d'AZ. Pour l'album de Gil Scott-Heron, voir Pieces of a Man.
Albums de AZ
Doe or Die
(1995) S.O.S.A. (Save Our Streets AZ)
(2000)
Singles
1. Hey AZ
Sortie : 1997
2. What's the Deal
Sortie : 1998

Pieces of a Man est le deuxième album studio d'AZ, sorti le 7 avril 1998.
L'album s'est classé 5e au Top R&B/Hip-Hop Albums et 22e au Billboard 200. 
Le premier single, Hey AZ, publié en 1997 et qui a fait l'objet d'un clip, ne figure pas sur l'album.

## Liste des titres
| No  | Titre                                                                                    | Contient un (des) sample(s) de                                                                                           | Durée |
| --- | ---------------------------------------------------------------------------------------- | --- | ----- |
| 1.  | New Life (Intro) (Produit par Goldfinga)                                                 | Feeling Good de Nina Simone Happy Birthday, Maggie d'Hans Zimmer                                                         | 1:22  |
| 2.  | I'm Known (Produit par Goldfinga)                                                        | | 2:11  |
| 3.  | How Ya Livin' (featuring Nas – Produit par L.E.S.)                                       | Show Me de Glenn Jones                                                                                                   | 4:30  |
| 4.  | Trading Places (Produit par Trackmasters)                                                | | 3:43  |
| 5.  | What's the Deal (featuring Kenny Greene – Produit par Trackmasters)                      | Universal Love de Woods Empire Get Your Love Right de Millie Jackson                                                     | 3:56  |
| 6.  | Love Is Love (featuring Half-A-Mil et Nature – Produit par Goldfinga, Gucci Jones et AZ) | Black Is the Color of My True Love's Hair de Nina Simone Happy Birthday, Maggie d'Hans Zimmer Bad Risk de Millie Jackson | 5:14  |
| 7.  | The Pay Back (Produit par Goldfinga et Gucci Jones)                                      | Like a Tattoo de Sade | 3:06  |
| 8.  | Just Because (Produit par L.E.S.)                                                        | The Glow of Love de Change                                                                                               | 2:53  |
| 9.  | SOSA (Produit par Trackmasters)                                                          | | 2:05  |
| 10. | It's a Boy Thing (featuring Nature – Produit par Trackmasters)                           | | 4:02  |
| 11. | Pieces of a (Black) Man (Produit par Trackmasters)                                       | | 3:44  |
| 12. | Last Dayz (featuring Monifah – Produit par Smoove)                                       | Your Body's Callin' de R. Kelly                                                                                          | 5:19  |
| 13. | Whatever Happened (The Birth) (featuring RZA – Produit par RZA)                          | | 3:37  |
| 14. | Trial of the Century (featuring Foxy Brown et Panama P.I. – Produit par Nashiem Myrick)  | Tu Llegaste Cuando Menos Te Esperaba de Leo Dan                                                                          | 4:27  |
| 15. | Betcha Don't Know (featuring Keanna Henson – Produit par Tony Dofat)                     | Betcha Don't Know de Najee                                                                                               | 3:54  |